# Molinaranea surculorum
Molinaranea surculorum là một loài nhện trong họ Araneidae.
Loài này thuộc chi Molinaranea. Molinaranea surculorum được Eugène Simon miêu tả năm 1896.